# Altare Filomarino
L'Altare Filomarino è un complesso scultoreo, databile tra il 1634 e il 1647, progettato dal Borromini, realizzato a più mani da svariati artisti di ambito romano (tra cui François Duquesnoy, Andrea Bolgi, Giuliano Finelli e Giulio Mencaglia per la parte scultorea, mentre Giovanni Battista Calandra per i sette dipinti a mosaico) e conservato nella chiesa dei Santi Apostoli a Napoli.
Commissionato dal cardinale Ascanio Filomarino negli anni trenta del Seicento, costituisce l'unica opera certa di Borromini nella città partenopea.

## Storia
L'opera fu commissionata a Francesco Borromini, il cui disegno preparatorio è conservato oggi nell'Albertina di Vienna, quand'era un giovane architetto vicino alla famiglia Barberini, al cui entourage faceva parte anche il Filomarino. La realizzazione del progetto avvenne a Roma nella metà degli anni '30, a cui, secondo le fonti antiche, pare avesse preso parte anche il committente, il quale avrebbe contribuito all'invenzione pensando i sette quadri a mosaico e al materiale utilizzato per la parte scultorea, ossia il marmo bianco di Carrara.
I pagamenti "romani" rinvenuti per l'opera sono datati dal 1634 al 1642 ed ammontano complessivamente a più di 5.000 scudi, cifra particolarmente elevata già per l'epoca, a cui andrebbero aggiunte le somme sborsate per le maestranze napoletane che in una seconda fase, tra il 1643 e il 1647, si sono occupate di assemblare le varie componenti dentro la chiesa cittadina.
La scelta di collocare la grande ancona marmorea, dedicata all'Annunziata, nella chiesa dei Santi Apostoli risale già al 1635, anno in cui avvenne la richiesta ufficiale del cardinale Filomarino ai padri Teatini di poter disporre dello spazio nel transetto sinistro dell'edificio.

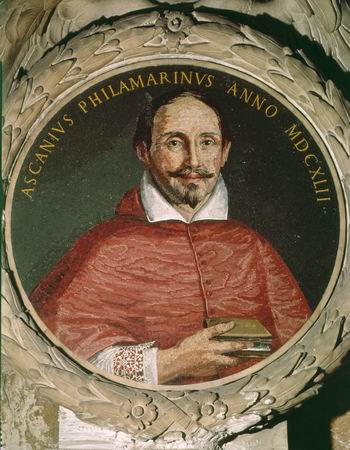
Il mosaico di Giovan Battista Calandra riprendente il Ritratto di Ascanio Filomarino

La prima notula di pagamento registrata risale al 1634 ed è indirizzata al mosaicista Giovanni Battista Calandra, a cui furono girati i primi 100 scudi come acconto per la scena centrale con l'Annunciazione (copiata dai cartoni di Guido Reni per la cappella dell'Annunziata nel palazzo del Quirinale). Probabilmente, dato che questo elemento doveva incastonarsi entro un apparato più ampio, è verosimile ritenere che il progetto a quella data era ufficiosamente già concluso. L'ipotesi più accreditata è che quindi il Borrimini avesse redatto il lavoro qualche anno prima, magari quando era impegnato nelle commesse Barberini per il palazzo familiare a Roma e nel vicino complesso di San Carlo alle Quattro Fontane. In quegli anni infatti Ascanio Filomarino potrebbe essere entrato in contatto con l'architetto durante una delle sue attività che svolgeva al seguito del cardinale Francesco Barberini, per cui ricopriva il ruolo di maestro di camera.
Nel 1635 il mosaicista riceve il saldo del lavoro svolto, quindi altri 350 scudi, mentre nel 1636 ne ricevette altri 248, per un totale fino a quel momento pari a 698 scudi.
In data 9 gennaio 1636 si registra il contratto tra Ascanio Filomarino e il Borromini, dove si precisa nei minimi dettagli, ossia l'altezza, la larghezza, e tutti gli altri elementi decorativi che lo compongono, dagli angeli dipinti (che saranno poi modificati a fine mese per volere del committente in virtù) alle colonne, dai capitelli ai bassorilievi, finanche all'apertura centrale della balaustra marmorea che lo fronteggia. Tuttavia non compare mai il compenso dell'architetto; ciò lascia pensare che egli abbia accettato il lavoro gratis, magari per segno di gratitudine verso una influente figura molto apprezzata da quelli che erano i suoi più importanti committenti del momento (ossia i Barberini). Nello stesso anno il Calandra, anch'egli artista noto alla casa pontificia, firma e data l'Annunciazione per il centro dell'altare.

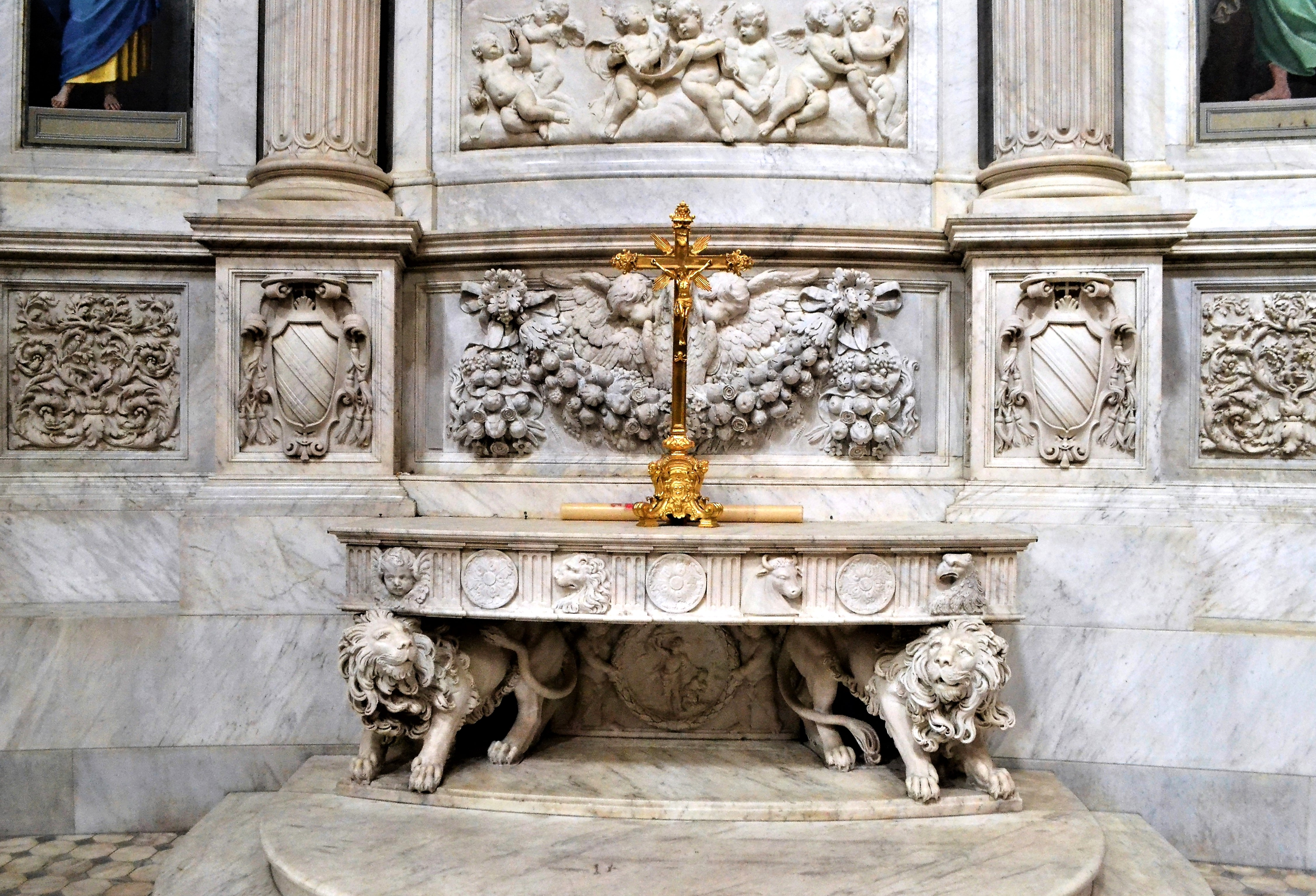
La mensola marmorea con in alto gli angeli musicanti di François Duquesnoy, più in basso i due cherubini alati dello stesso artista su un festone di fiori e frutti di Andrea Bolgi, mentre ancora più sotto è la mensa con i leoni di Giuliano Finelli e al centro il tondo con il Sacrificio di Isacco di Giulio Mencaglia.

Nel 1637 fu spedita da Roma a Napoli la pala d'altare, dietro lasciapassare del cardinale camerario Ippolito Aldobrandini che ne acconsentì l'uscita dalla città pontificia. Il Calandra riceve in quegli anni altri svariati pagamenti, per un totale di 572 scudi, riferiti all'esecuzione delle quattro virtù laterali, Fede e Carità a sinistra, Speranza e Mansuetudine a destra (tutte tratte anch'esse dai cartoni di Guido Reni per la cappella del Quirinale).
Gli intagliatori che lavorarono il marmo furono tre, il primo chiamato in causa fu Lorenzo Chiani, che si occupò di lavorare i capitelli, a cui successe alla sua morte Domenico Tavolaccio, che completò il lavoro del primo, mentre il terzo fu Fausto Terenzi, che si occupò di realizzare i due festoni marmorei decorativi soprastanti i ritratti dei Filomarino.
François Duquesnoy è registrato invece nel 1638 quale realizzatore dei bassorilievi con angeli musicanti, dei due cherubini alati che sovrastano il festone di fiori e frutti, realizzato quest'ultimo da Andrea Bolgi e di generiche altre decorazioni marmoree (probabilmente le due armi araldiche che riproducono il fiore dell'amaranto). Nel 1641 è registrato il pagamento di 50 scudi allo scultore francese, ultimo di una serie che porta il totale del compenso incassato a 230 scudi.
Altri pagamenti per componenti e rifiniture sono registrati tra il 1640 e il 1641 ad Andrea Bolgi (i fiori d'intaglio e rilievi con racemi) e Gabriello Brunelli, di cui resta ignoto il suo contributo (si sa solo che percepì per il lavoro un compenso complessivo pari a 50 scudi). Tra il 1641 e il 1642 furono invece erogati altri 200 scudi ancora per il Calanda, che realizzò i due mosaici tondi posti alle estremità dell'altare, dove sono raffigurati il cardinale Ascanio (attribuito proveniente da un disegno di Pietro da Cortona) a sinistra e il fratello Scipione Filomarino (attribuito proveniente da un disegno di Valentin de Boulogne) a destra. In questa fase l'altare poté definirsi ultimato, salvo alcune rifiniture successive, tant'è che l'inscrizione dedicatoria inserita nel timpano indica proprio nel 1642 l'anno di completamento.
Giunto a Napoli intorno al 1643, l'altare viene montato nella chiesa da maestranze locali, che completarono il lavoro solo nel 1647. In concomitanza con questi interventi furono chiamati a rifinire il complesso marmoreo altri due artisti: Giuliano Finelli si occupò della realizzazione della balaustra e dei due leoni reggimensa, mentre Giulio Mencaglia eseguì il tondo sotto la mensa con il bassorilievo della scena del Sacrificio di Isacco.
Una volta ultimati questi lavori, l'opera fu inaugurata e consacrata nello stesso anno. Il monumento ebbe tale successo al punto che nel 1713 fu preso a modello da Ferdinando Sanfelice per la realizzazione dell'altare Pignatelli (dedicato all'Immacolata) posto di fronte, nel transetto destro della stessa chiesa.

## Descrizione

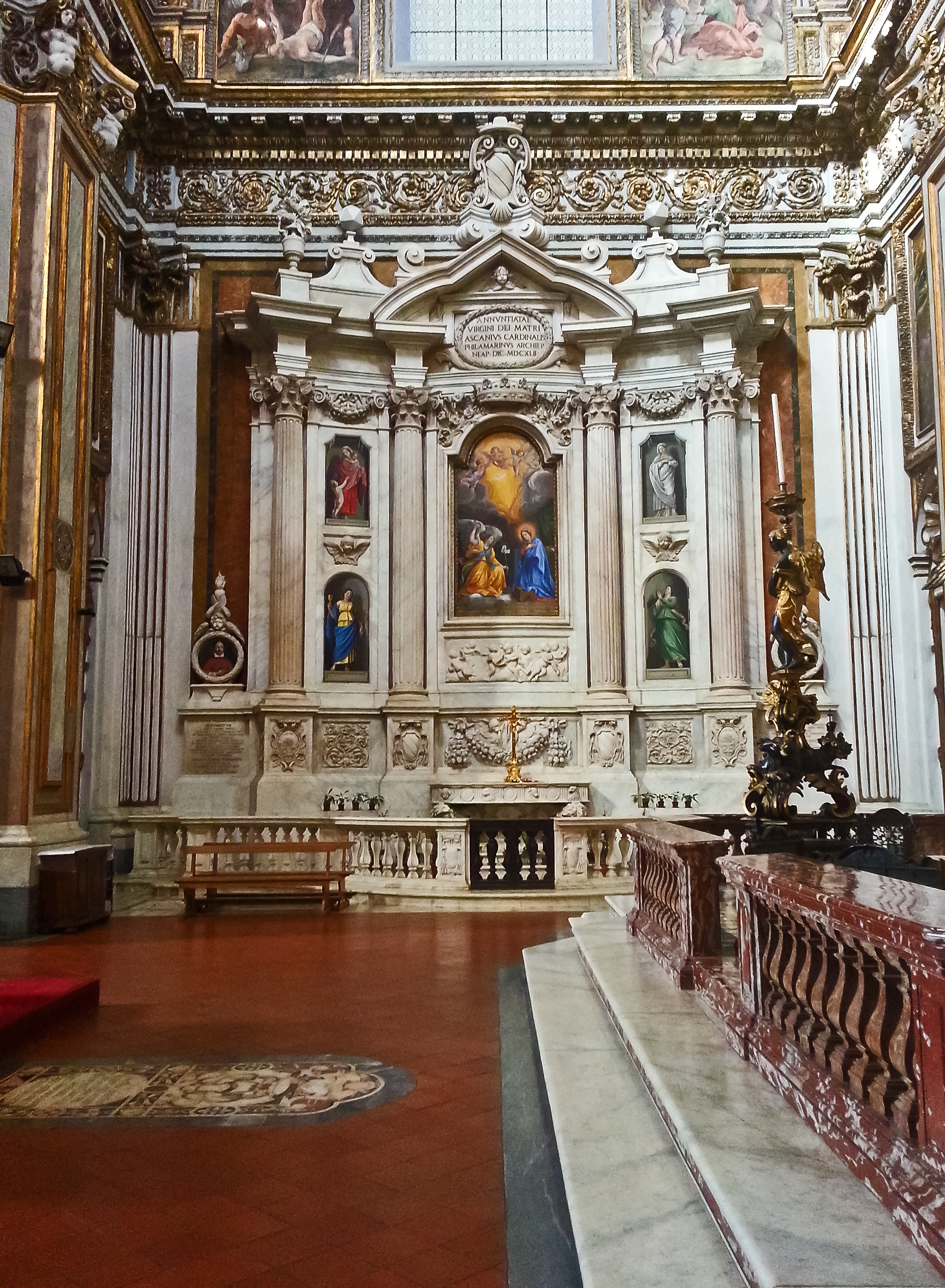
Vista d'insieme dell'altare

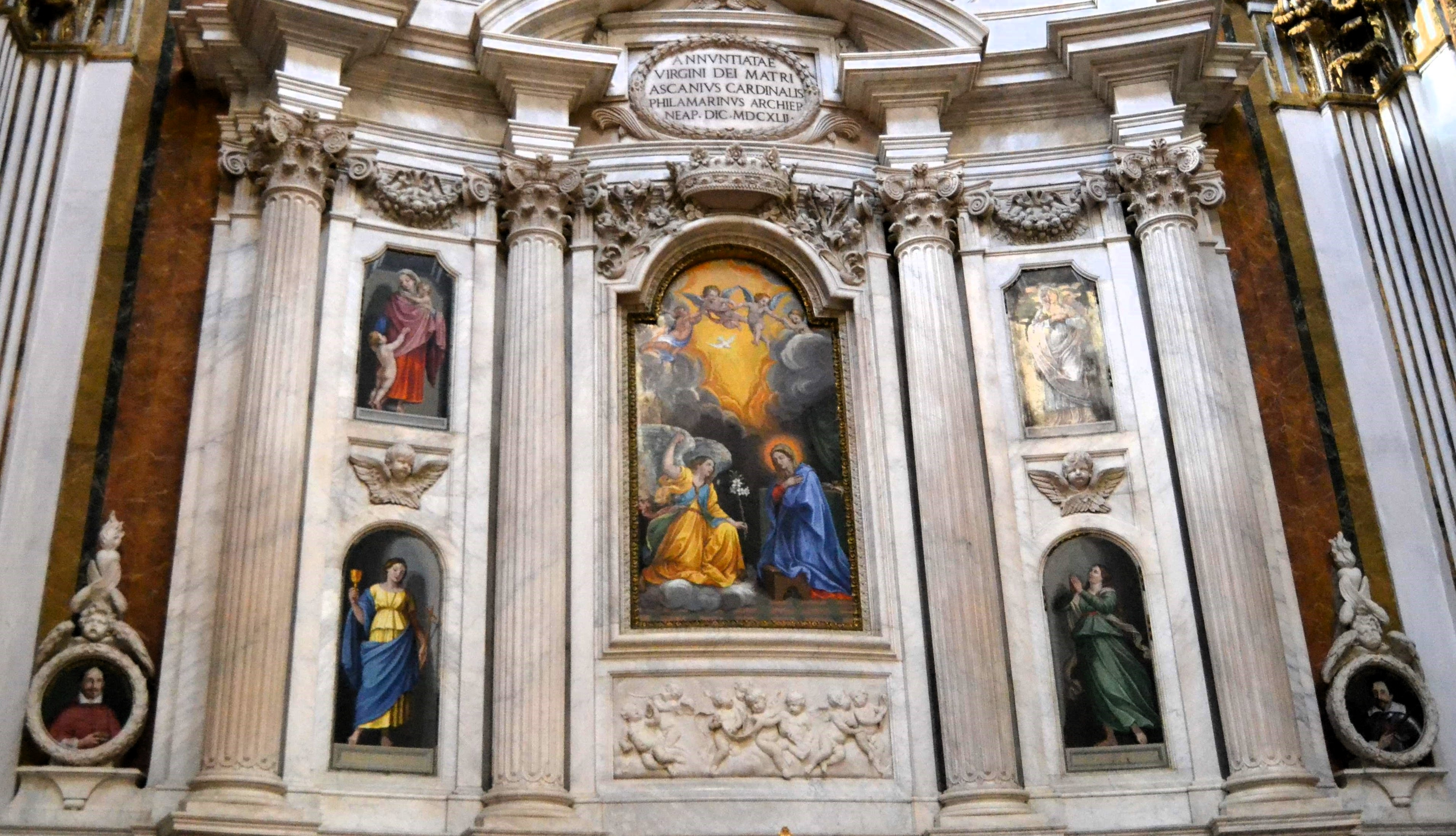
Dettaglio dell'altare

L'altare, delle dimensioni pari a circa 11×10 m, interamente in marmo bianco di Carrara, è addossato alla parete frontale del transetto sinistro della chiesa dei Santi Apostoli. Le pitture a mosaico, tutte di Giovanni Battista Calandra, sono: al centro, la scena dell'Annunciazione, a sinistra, le virtù della Carità (in alto) e della Fede (in basso), mentre a destra sono quelle della Mansuetudine e della Speranza (rispettivamente in alto e in basso). Ai due estremi sono altre due cornici marmoree floreali che circoscrivono i mosaici dei ritratti di Ascanio (a sinistra) e del fratello Scipione Filomarino (a destra), al di sotto dei quali sono presenti incisioni commemorative.
Nel timpano è collocata un'iscrizione dove si fa riferimento alla dedicazione dell'altare, cioè alla vergine Assunta, al suo committente, Ascanio Filomarino e all'anno di conclusione dei lavori, 1642: «ANNVNTIATAE VIRGINI DEI MATRI ASCANIVS CARDINALIS PHILAMARINVUS ARCHIEP. NEAP. DIC. MDCXLII». All'apice è il grande stemma dei Filomarino col cappello cardinalizio.
Del Duquesnoy sono i rilievi, sotto il mosaico centrale, del coro di angeli (molto in sintonia con quelli che realizzò qualche anno prima per la tomba romana di Ferdinand Vandeneynde nella chiesa di Santa Maria dell'Anima) e, ancora più in basso, sullo zoccolo, dei due angeli alati. Il rilievo del festone floreale e frutta dove poggiano questi due cherubini è invece di Andrea Bolgi. Degli intagliatori Chiani, Tavolaccio, Terenzi e Brunelli sono altri elementi decorativi dell'altare, realizzati comunque su disegno dello scultore francese, tra cui alcuni dei motivi floreali a rilievo che corrono lungo tutta trabeazione e la fascia inferiore, o gli stemmi araldici alle basi delle quattro colonne di ordine composito, dove nelle due centrali sono gli stemmi classici della famiglia, con tre fasce oblique, mentre alla base delle due estreme sono quelli con il fiore dell'amaranto, emblema dei Filomarino.
Alla base del monumento è la  mensa marmorea decorata con fregio dorico convesso recante i simboli degli Evangelisti nelle metope. Sotto sono due leoni reggimensa di Giuliano Finelli e al centro il tondo con il Sacrificio di Isacco di Giulio Mencaglia, le quali risultano gli ultimi interventi applicati al monumento.
Incornicia tutto il complesso marmoreo la pregevole balaustra marmorea, anch'essa recante lo stemma familiare in più punti, assegnata ancora al Finelli con la collaborazione di Francesco Mozzetti.